# Günter Engelhardt
Günter Engelhardt (* 30. Juli 1934 in Uslar/Solling; † 14. Februar 2010 in Braunschweig) war ein deutscher Politiker (SPD).
Engelhardt besuchte zunächst die Volksschule in Darmstadt und wechselte später auf Gymnasien in Darmstadt und Braunschweig. Seine Schulausbildung schloss er mit dem Einjährigenzeugnis ab. Zwischen 1953 und 1955 absolvierte er eine kaufmännische Lehre und begann im Anschluss eine Volontärzeit in Hamburg. Seinen Militärdienst legte er von 1957 bis 1963 ab. Danach nahm er eine berufliche Tätigkeit im Industrie-Außendienst auf. Im Jahr 1971 übernahm er eine Anstellung in einem Industriebetrieb in Salzgitter. Engelhardt war Mitglied der IG Metall.
Engelhardt wurde 1968 Mitglied der SPD. In der neunten und zehnten Wahlperiode (vom 21. Juni 1978 bis zum 20. Juni 1986) war er Mitglied des Niedersächsischen Landtages.